# Brinsley Schwarz (groupe)
Pour les articles homonymes, voir Brinsley Schwarz.
Brinsley Schwarz est un groupe rock britannique du début des années 1970 formé autour du musicien Brinsley Schwarz dont ils prirent le nom.

## Historique
Leur carrière fut gâchée dès le départ par une surpromotion ruineuse, leur manageur ayant décidé d’affréter un vol vers New York pour le gratin journalistique musical britannique. Les problèmes de logistique mirent ceux-ci d’humeur massacrante et l’affaire tourna au fiasco. 
Le groupe continua de tourner et d’enregistrer dans l’indifférence générale puis se sépara en 1975.

## Membres du groupe
- Bob Andrews, clavier, chant
- Ian Gomm, guitare
- Nick Lowe, guitare basse, chant
- Billy Rankin, batterie
- Brinsley Schwarz, guitare, clavier, chant

## Discographie
- Brinsley Schwarz. 1970
- Despite it all. 1971
- Silver Pistol. 1972
- Nervous On The road. 1972
- Please Don't Ever Change, 1973
- The New Favorites Of Brinsley Schwarz. 1974
- Original Golden Greats. 1974 Compilation
- Fifteen Thoughts of Brinsley Schwarz. 1978 Compilation.
- Surrender to the Rhythmn, 1991 compilation

## L'aprèsBrinsley Schwarz
Ils poursuivirent leurs carrières dans la scène Pub rock britannique dont ils furent précurseurs. 
- Brinsley Schwarz et Bob Andrews firent partie de The Rumour, le groupe accompagnateur de Graham Parker.
- Nick Lowe continuera en solo jusque dans les années 2000 et pour une courte période dans le milieu des années 1980 dans Rockpile avec Dave Edmunds. Il participa aussi à Little Village en compagnie de John Hiatt, Ry Cooder et Jim Keltner.